# Baeoura witzenbergi
Baeoura witzenbergi är en tvåvingeart som först beskrevs av Wood 1952.  Baeoura witzenbergi ingår i släktet Baeoura och familjen småharkrankar. Inga underarter finns listade i Catalogue of Life.